# Pérola (Sängerin)
Pérola, geboren als Jandira Sassingui Neto (* 28. April 1983 in Huambo, Angola), ist eine angolanische R&B- und Kizomba-Sängerin. Sie ist zurzeit eine der erfolgreichsten und beliebtesten Sängerinnen des Landes. Sie hat ihren Wohnsitz in Südafrika.

## Leben
Pérola wurde in der angolanischen Provinz Huambo geboren und begann im Alter von acht Jahren zu singen. Mit 13 Jahren siedelte sie mit ihrer Familie nach Namibia, danach im Jahr 2002 nach Südafrika, wo sie im Jahr 2007 ein Studium der Rechtswissenschaft an der Universität Pretoria absolvierte. Zuvor gewann sie im Jahr 2004 einen Nachwuchs-Preis von Rádio Luanda. Bei einer Modenschau im Jahr 2005 gewann sie den Titel „Bester weiblicher Künstler im südlichen Afrika“. Im Jahr 2007 sang sie bei der ersten Gala von „Divas Angola“ in Luanda mit. Im Dezember 2010 erhielt sie den Titel „Diva do Ano 2010“. Die Veranstaltung findet jährlich in Luanda statt und hat als Ziel, den Rang der angolanischen Frau in der heutigen Gesellschaft zu würdigen.
Ihr Debütalbum Meus Sentimentos (dt.: Meine Gefühle) beinhaltet Hits wie Angola und Já não. Ihr zweites Album, Cara e Coroa (dt.: Gesicht & Krone), wurde im Jahr 2009 veröffentlicht und hat 13 Titel in der Musikstilrichtung Contemporary R&B, Soul, Zouk und Kilapanga. Das Album wurde in Angola, Frankreich, Portugal und Brasilien produziert. Es entstand unter der Schirmherrschaft von Heavy C, Ekuikui, Jerry Charbonnier, Wonder Boyz, Dmage und Cervantes.
Einige ihrer bekanntesten Lieder sind Break it, Te Quero mais, Angola, Já não und Capotagem.